# Old Fashioned

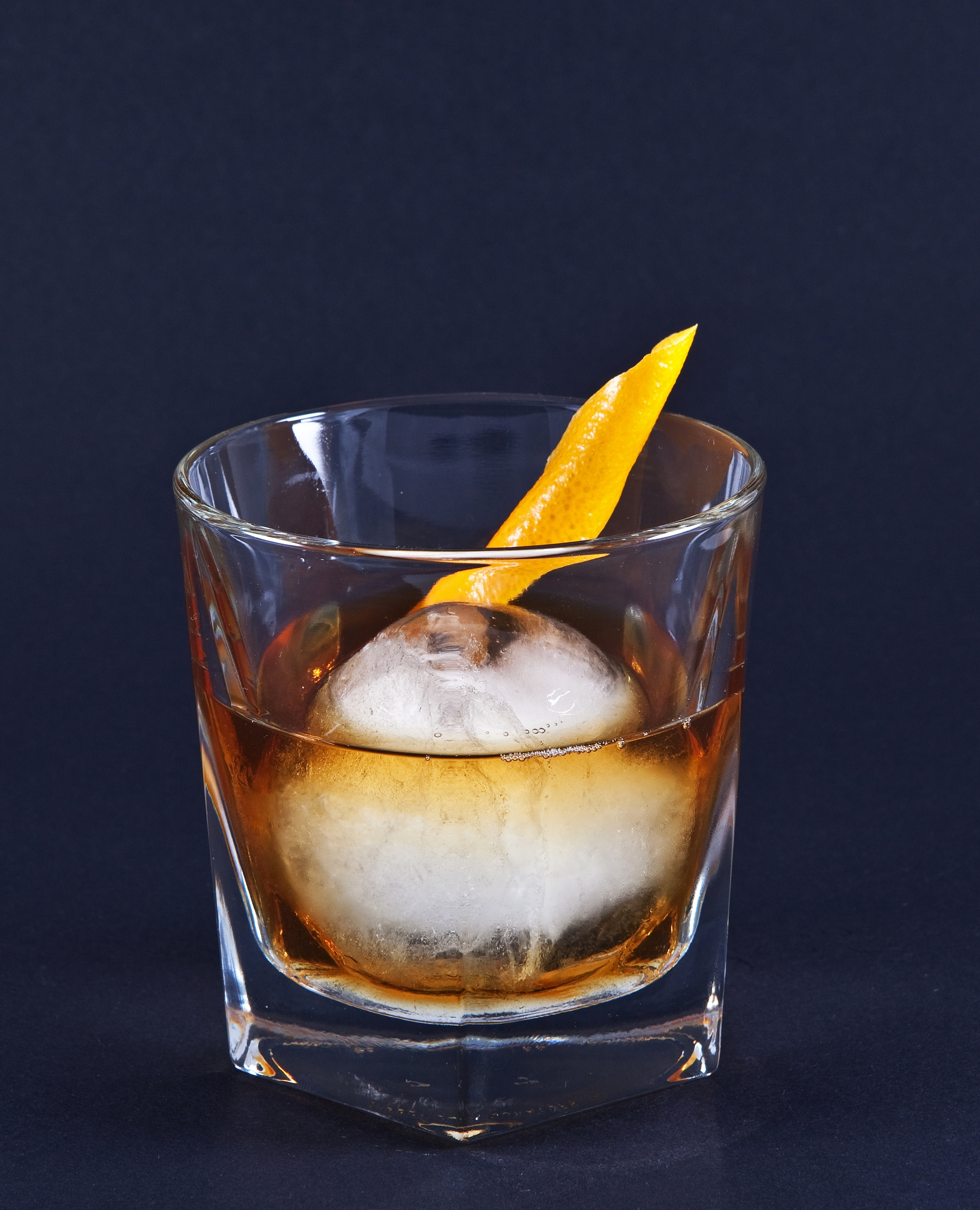
Klassischer (Whiskey) Old Fashioned, serviert auf einem Eisball mit Orangenzeste

Ein Old Fashioned (häufig auch Old-Fashioned, von englisch old-fashioned für altmodisch, althergebracht) ist einer der wichtigsten klassischen Cocktails. Im 19. Jahrhundert zunächst als Whiskey Cocktail, später Old Fashioned Whiskey Cocktail, bezeichnet, entspricht der Shortdrink noch heute weitgehend der Urform eines „Cocktails“ in seiner ursprünglichen Definition, besteht also aus einer Spirituose, Zucker, Wasser bzw. Eis sowie Cocktailbitter. In Varianten treten zerdrückte Früchte oder geringe Mengen anderer Zutaten hinzu. Allgemein wird ein Old Fashioned als Whiskey-Cocktail mit amerikanischem Bourbon oder Rye Whiskey verstanden; Varianten mit anderen Basisspirituosen heißen dementsprechend Rum Old Fashioned, Brandy Old Fashioned, Tequila Old Fashioned usw. „Old Fashioned“ ist insofern zugleich eine Gattungsbezeichnung für eine Vielzahl von Cocktails mit ähnlicher Grundkomposition. Serviert werden Old Fashioneds meist in einem kleinen Becherglas, das auch Old-Fashioned-Glas genannt wird.

## Geschichte

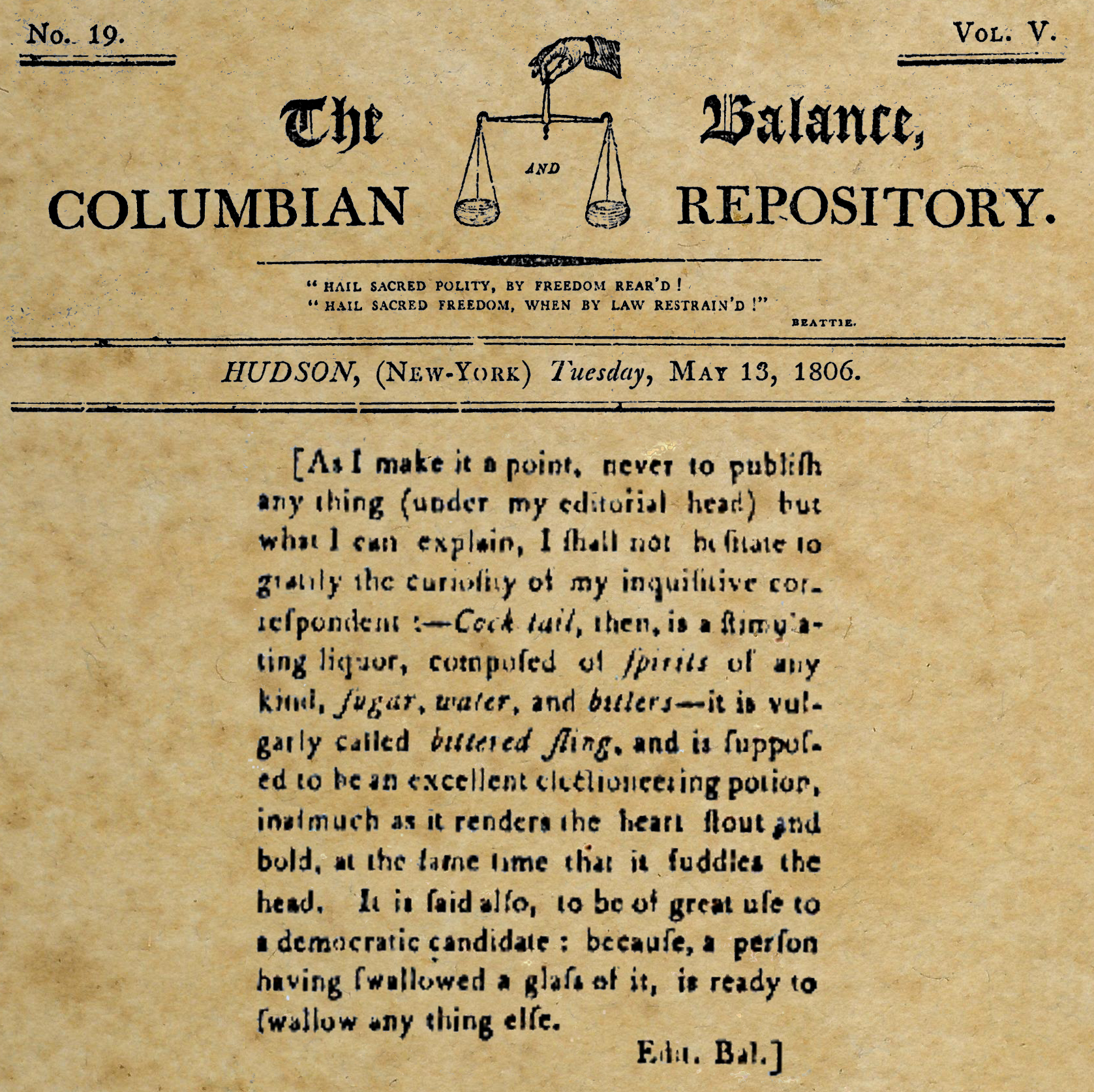
Titel The Balance, and Columbian Repository vom 13. Mai 1806, darunter ein Ausschnitt mit der ältesten Definition eines „Cock-tails“

Vorläufer des Old Fashioned war ein Drink, der schlicht Whiskey Cocktail hieß. Seine Rezeptur entsprach dem, was zu Beginn des 19. Jahrhunderts in den Vereinigten Staaten als Cocktail verstanden und als solcher im Jahr 1806 erstmals schriftlich definiert wurde. Danach handelte es sich bei einem „cock tail“ um einen bittered Sling, also eine Abwandlung des bereits bekannten Mixgetränks Sling – bestehend aus einer Spirituose, Wasser und Zucker – mit dem Unterschied, dass ein Cocktail zusätzlich Cocktailbitter enthielt. Ein Whiskey Cocktail war demnach gesüßter, mit Wasser verdünnter Whiskey, der mit einigen Spritzern (Dashes) Bitters abgerundet wurde. Das Mixen mit Eis wurde damals noch nicht erwähnt und verbreitete sich erst in späteren Jahrzehnten. Während die Cocktails bis Mitte des 19. Jahrhunderts zunehmend mit weiteren Zutaten, beispielsweise Likören, ergänzt wurden und sich damit von der ursprünglichen Definition entfernten, schien das, was man sich unter einem Whiskey Cocktail vorzustellen hatte, noch bis in die zweite Hälfte des 19. Jahrhunderts eindeutig zu sein. In seinem 1862 erschienenen Barbuch How to Mix Drinks, or the Bon Vivant’s Companion, einem der ersten seiner Art, erwähnte Jerry Thomas den Whiskey Cocktail mit folgender, auf der Definition von 1806 basierenden Rezeptur:

“Whiskey Cocktail (Use small bar glass.) 3 or 4 dashes of gum syrup, 2 do. bitters (Bogart’s). 1 wine-glass of Whiskey, and a piece of lemon peel. Fill one-third full of fine ice; shake and strain in a fancy red-wine glass.”

„Whiskey Cocktail (Kleinen Mixbecher verwenden). 3–4 Dashes (Spritzer) Gum Syrup [Anm.: Zuckersirup mit Gummi Arabicum], 2 Dashes Bogart’s Bitters [Anm.: ein Aromatic Bitter, heute nicht mehr hergestellt], 6 cl Whiskey, ein Stück Zitronenschale [Anm.: „Zeste“]. Den Mixbecher zu einem Drittel mit Eisstückchen füllen, schütteln und den Cocktail in ein ausgefallenes Weinglas abseihen.“

Auch in anderen Veröffentlichungen jener Zeit stehen ähnliche Rezepte für Whiskey Cocktails, zum Beispiel in einem 1869 in London von William Terrington herausgegebenen Barbuch. Sowohl Terrington als auch Thomas erwähnten aber bereits mehrere Rezepte von „Cocktail“ genannten Mixgetränken, die von der Formel „Spirituose + Wasser + Zucker + Bitters“ abwichen. Ihre Zahl stieg in der posthum 1887 veröffentlichten Neuauflage von Thomas’ Ratgeber nochmals deutlich. Dem Whiskey Cocktail mit traditioneller Rezeptur folgt darin beispielsweise ein Improved Whiskey Cocktail mit Maraschino und Absinth. Wer also die ursprüngliche Version ohne Liköre oder weitere Zutaten wünschte, musste seiner Bestellung wahrscheinlich bald den Zusatz „old fashioned“ hinzufügen, was so viel wie „altmodisch“ oder „auf traditionelle Art“ bedeutet. Entsprechend benannte Rezepte finden sich in mehreren Barbüchern des ausgehenden 19. Jahrhunderts, zum Beispiel in Kappelers Modern American Drinks (1895), das einen Old-Fashioned Whiskey Cocktail enthält, oder in Cocktails How to Make Them (1898), das neben weiteren Varianten des Whiskey Cocktails auch einen Whiskey Cocktail–Old Fashioned kennt. So war Old Fashioned (Whiskey Cocktail) also lediglich eine neue Bezeichnung für den althergebrachten (Whiskey) Cocktail, weil das Wort „Cocktail“ um 1890 nicht mehr eindeutig war: Aus der Bezeichnung für eine bestimmte Zubereitung war im Verlauf des 19. Jahrhunderts ein Oberbegriff für viele unterschiedliche Mixgetränke geworden.
Eine besondere Rolle bei der Verbreitung des Old Fashioned wird oft dem Pendennis Club in Louisville (Kentucky) zugeschrieben. Einer oft kolportierten Legende zufolge habe der Barkeeper Martin Cuneo dort einem General namens James E. Pepper in der ersten Hälfte der 1890er Jahre den ersten Old Fashioned serviert. Die Geschichte erschien jedoch erst viele Jahrzehnte später, unter anderem im Buch Old Waldorf Bar Days von Albert Stevens Crocket, und gilt als zweifelhaft.

“The Old-Fashioned: This was brought to the Old Waldorf in the days of the ‘sit-down’ Bar, and was introduced by, or in the honour of, Col. James E. Pepper, of Kentucky, a proprietor of a celebrated whisky of the period. It was said to have been the invention of a bartender at the famous Pendenis Club in Louisville, of which Col. Pepper was a member.”

„[Der Old Fashioned] kam zur Zeit der ‚Sitz-Bar‘ ins Old Waldorf und wurde durch oder zu Ehren von General James E. Pepper aus Kentucky eingeführt, dem ein damals renommierter Whiskey gehörte. Angeblich wurde er von einem Barkeeper des berühmten Pendennis Club in Louisville erfunden, dem General Pepper angehörte.“

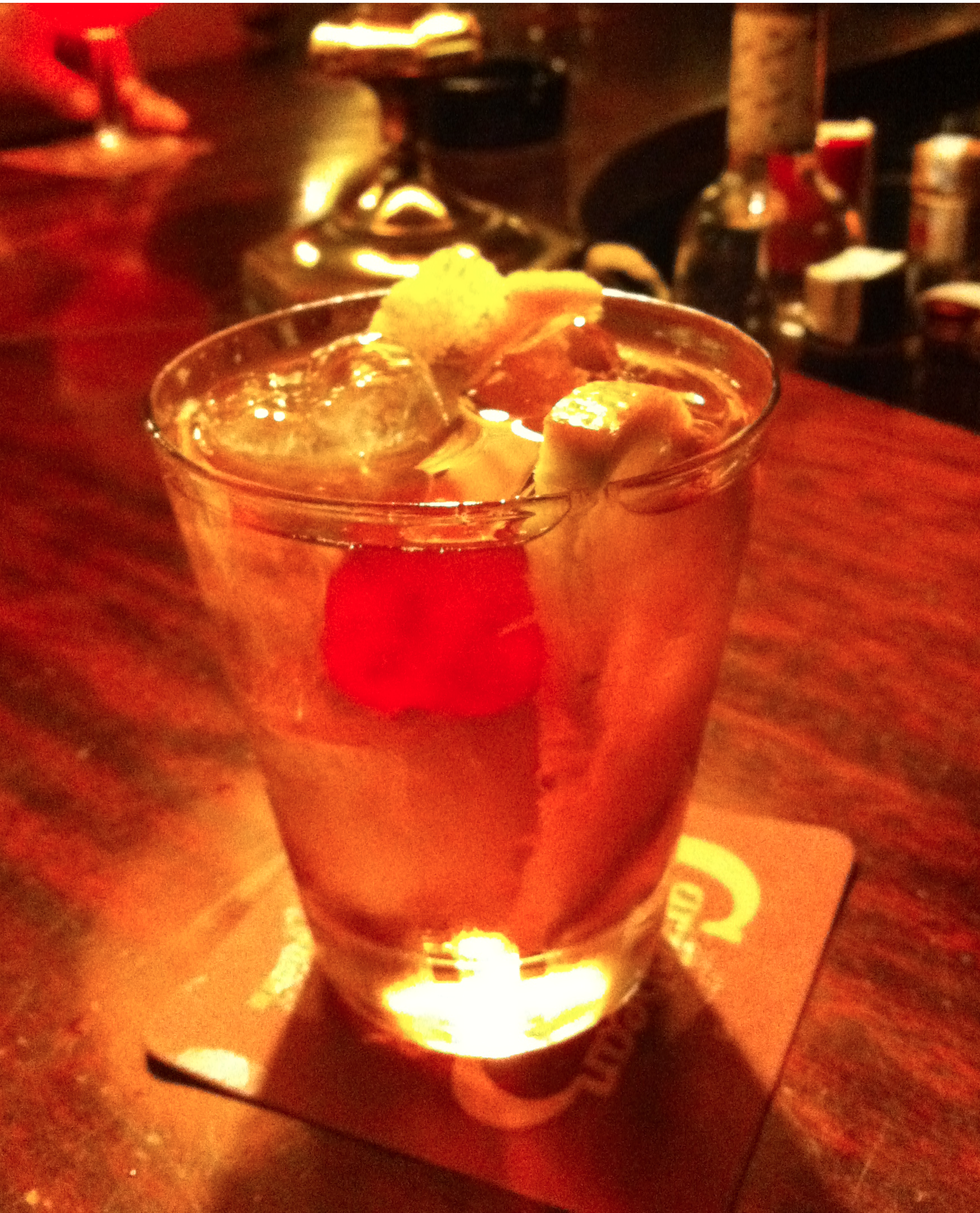
Ein „fruit salad Old-Fashioned“ (Gary Regan)

Im 20. Jahrhundert wurde der inzwischen meist nur noch als Old Fashioned Cocktail oder verkürzt Old Fashioned bezeichnete Drink zum Bar-Klassiker. Manchmal wurde er serviert, indem der Barkeeper lediglich die Bitters-Zucker-Mischung herstellte und diese zusammen mit einer Flasche Bourbon Whiskey reichte. Besonders in der Zeit der Prohibition war der Cocktail populär, da viele der schwarz gebrannten Whiskeys ohne die Zugabe von Zucker und anderen Zutaten kaum genießbar waren. Die hochprozentigen Bitters waren in dieser Zeit sogar weiterhin legal erhältlich, da sie sich aufgrund ihrer starken Würzkraft nicht für den Pur-Verzehr eigneten. Old Fashioneds werden seit Beginn des 20. Jahrhunderts in fast allen wichtigen Rezeptsammlungen erwähnt, beispielsweise in Harry Craddocks einflussreichem Savoy Cocktail Book von 1930. Das darin enthaltene Rezept verdeutlicht auch, dass es inzwischen üblich geworden war, den Cocktail direkt im Gästeglas, meist einem Becherglas mit dickem Boden, zu „bauen“, anstatt ihn zu schütteln und abzuseihen: Zunächst tränkte man ein Stück Zucker mit Angostura und zerdrückte es mit einem Stößel, bevor man Whiskey (bevorzugt Rye Whiskey, alternativ Brandy, Gin, Rum) und Eis hinzufügte, rührte und den Drink schließlich mit Zitronenzeste und Orangenscheibe garnierte. Zu einer sehr ähnlichen Rezeptur ergänzte Frank Meier aus dem Hôtel Ritz (Paris) im Jahr 1934: „This is the old-fashioned way of making Cocktails.“ (Dies ist die altmodische Art, Cocktails zu mixen.)
In anderen Rezepten der 1930er Jahre wurde die Orangenscheibe – oder nur ein Stück Schale – mit in den Drink gegeben und mit dem Zucker zerdrückt, manchmal wurden noch weitere  Früchte wie Cocktailkirschen oder Ananasstücke hinzugefügt oder der Drink mit Sodawasser verlängert, teilweise trat Likör, zum Beispiel ein Spritzer Curaçao hinzu. Ähnlich wie der Martini unterlag also auch der Old Fashioned einem ständigen Wandel und wurde im 20. Jahrhundert sowohl als stark alkoholischer „Altherrendrink“ serviert, der neben Whiskey, wenig Zucker und einigen Dashes Bitters keine weiteren Zutaten zuließ, als auch in fruchtigen Varianten, die den Spirituosengeschmack in den Hintergrund treten ließen und einen eher „punchy“ (Punsch-ähnlichen) Drink schufen, der in vielen amerikanischen Familien als traditioneller Aperitif zu Thanksgiving oder Weihnachten serviert wurde. Vor allem in den rückblickend gelegentlich als „dunkles Zeitalter“ der Cocktail-Kultur bezeichneten Phase der 1970er- und 1980er-Jahre waren die Versionen mit zerdrückten Früchten und weiteren Zutaten die Regel. Im Zuge der Rückbesinnung auf klassische Rezepturen gelten sie heute unter vielen Barkeepern als verpönt, weil sie darin eine zu starke Abweichung vom Original sehen, während andere einem „fruit salad Old-Fashioned“:S. 349  („Obstsalat-Old-Fashioned“) durchaus etwas abgewinnen können.
Unbestritten ist der Old Fashioned jedenfalls einer der wichtigsten Grund-Cocktails. David Embury machte ihn in seinem erstmals 1948 erschienenen Buch The Fine Art of Mixing Drinks zu einem von nur sechs Basis-Cocktails (neben Martini, Manhattan, Daiquiri, Sidecar und Jack Rose); der Cocktail-Historiker David Wondrich betrachtet ihn als eine der vier Säulen der Mixkunst („one of the four pillars of mixological wisdom“).

## Zubereitung

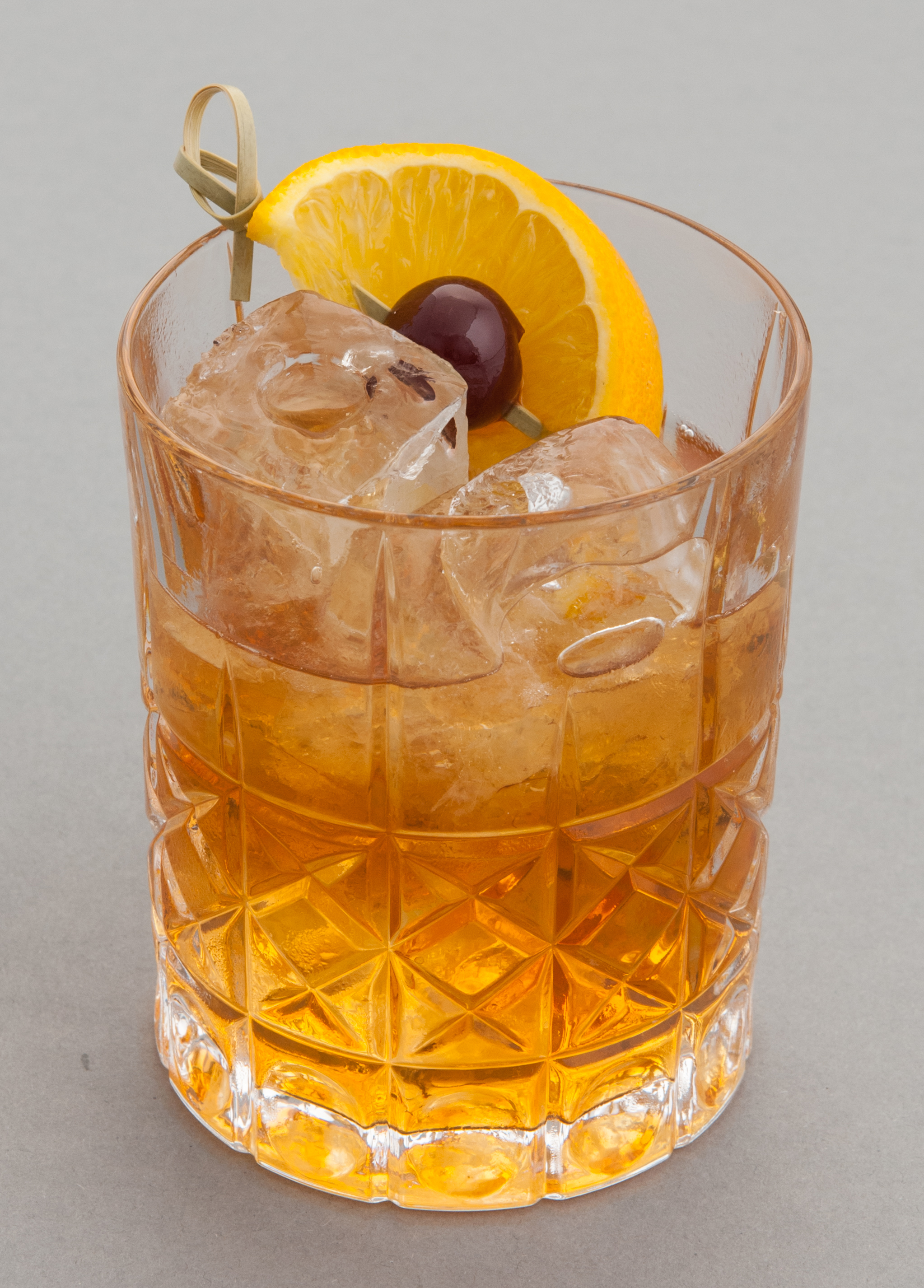
Old Fashioned mit Cocktailkirsche und Orangenscheibe

Nach dem Rezept der International Bartenders Association wird ein Old Fashioned aus Bourbon oder Rye Whiskey, Angosturabitter, einem Stück Würfelzucker und etwas Wasser gemixt, insoweit folgt die IBA weitgehend der Originalversion aus dem 19. Jahrhundert. Der Zuckerwürfel wird am Boden eines kleinen Becherglases mit 2 Dashes Angosturabitter gesättigt und dann in ein wenig Wasser aufgelöst. Die entstandene Flüssigkeit wird mit Eiswürfeln und 4,5 cl Whiskey aufgefüllt. Verziert wird er mit einer Orangenscheibe und einer Cocktailkirsche.
Neben dem klassischen (Whiskey) Old Fashioned sind Varianten mit anderen Spirituosen und dazu passenden Bitters verbreitet, wobei sich generell charakterstarke, fassgelagerte Brände wie Weinbrand, Brandy oder Cognac, brauner Rum oder gereifter (añejo) Tequila empfehlen, allerdings lassen sich auch mit Spirituosen ohne deutlichen Fasscharakter wie Gin oder jungem Mezcal Old Fashioneds formen. Auch bei der Zubereitung gibt es verschiedene Möglichkeiten, so werden mal Würfelzucker, mal loser Zucker oder Zuckersirup oder zur Spirituose passende Süßequellen wie Liköre, Agavendicksaft, Honig oder Ahornsirup verwendet, der Drink teilweise zunächst in einem Rührglas auf Eiswürfeln gerührt und dann auf frische Eiswürfel oder einen Eisball in das Gästeglas abgeseiht, und nach wie vor werden gelegentlich Früchte wie Maraschinokirschen und Orangenscheiben hinzugefügt und mit verarbeitet.
Ein Befürworter dieser fruchtigeren Varianten ist Dale DeGroff, nach dessen Rezept 1 Teelöffel Puderzucker oder 1–2 Stück Würfelzucker mit 3 Dashes Angosturabitter, einer Orangenscheibe, einer Maraschinokirsche und etwas Wasser am Boden eines Old-Fashioned-Glases „gemuddelt“ (mit einem Stößel zerdrückt) werden. Danach entfernt man die Fruchtreste, fügt 2 oz. (≈ 6 cl) Bourbon sowie Eiswürfel hinzu, rührt um und garniert mit einer neuen Orangenscheibe und einer Kirsche.
Ob mit oder ohne Früchte, charakteristisch für einen Old Fashioned ist stets die Kombination aus einer Spirituose, wenig Zucker sowie einigen Spritzern Bitters, der Verzicht auf Zitrussäfte und die bestenfalls sehr sparsame Dosierung weiterer Zutaten.:S. 349 Eine große Ähnlichkeit besteht zum Cocktail-Klassiker Sazerac, den man auch als eine besondere Form des Old Fashioned sehen könnte.

## Old-Fashioned-Glas
Als Old-Fashioned-Glas (fachsprachlich gelegentlich abgekürzt OF) wird ein kleines Becherglas bezeichnet, es entspricht in etwa dem im deutschen Sprachraum geläufigen Whiskybecher. Traditionell hat es eine leicht konische, sich nach unten verjüngende Form, durch die es sich vom geraderen Tumbler unterscheidet; heute werden die Begriffe jedoch auch oft synonym verwendet. Im angelsächsischen Sprachraum ist auch die Bezeichnung Rocks Glass üblich. Heutige Old-Fashioned-Gläser haben meist einen etwas dickeren Glasboden und fassen etwa 6–8 (US fl.) oz. Flüssigkeit (ca. 200 ml);:S. 133 es gibt aber auch so genannte double old fashioned-Gläser (abgekürzt DOF) mit entsprechend größerem Volumen.

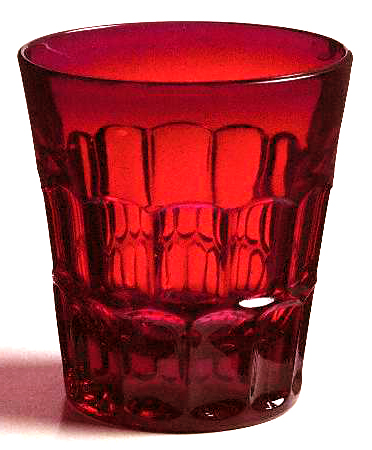
Rot gefärbt in klassisch konischer Form (1930er-Jahre)
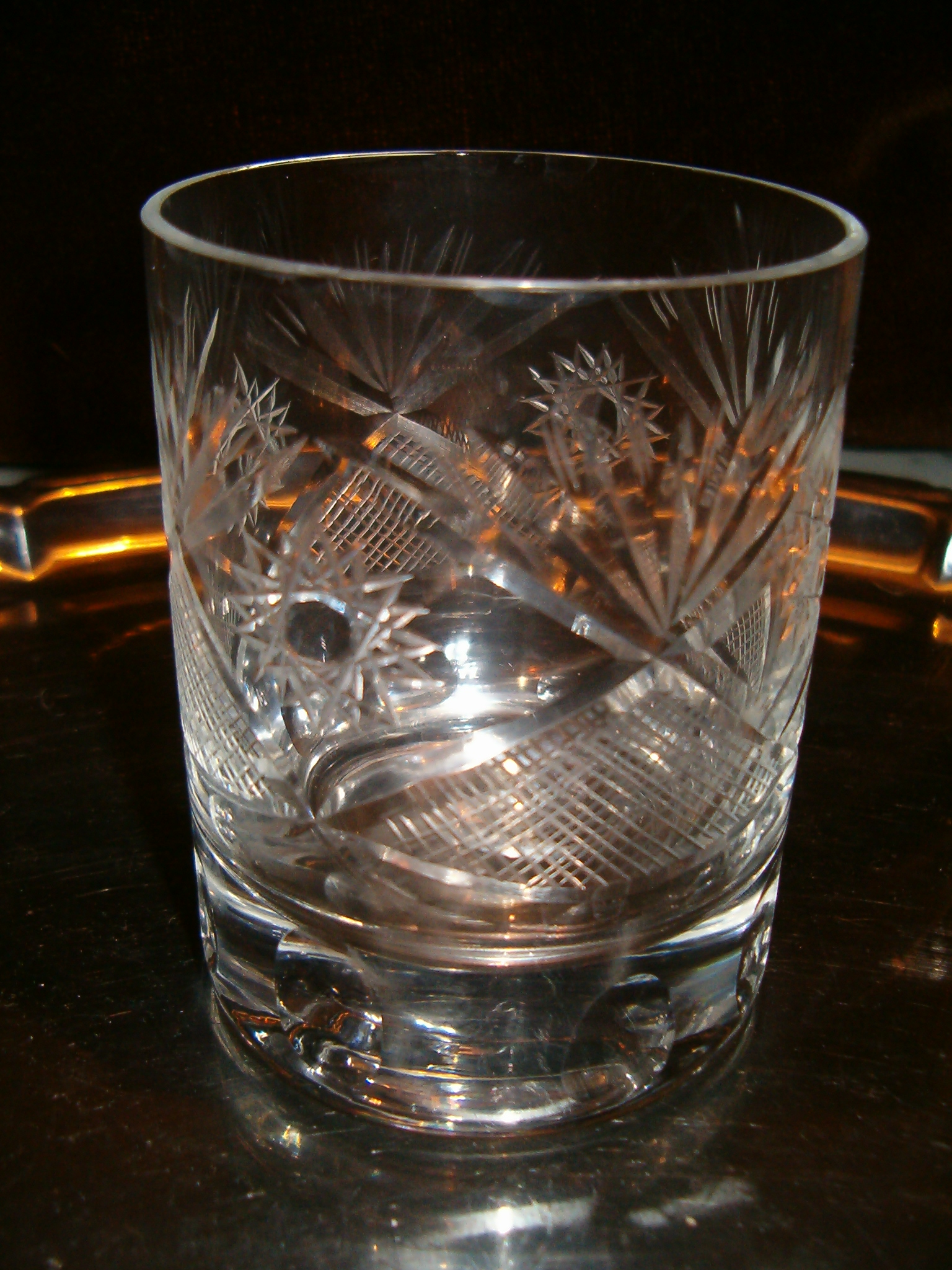
Geschliffen, mit dickem Boden
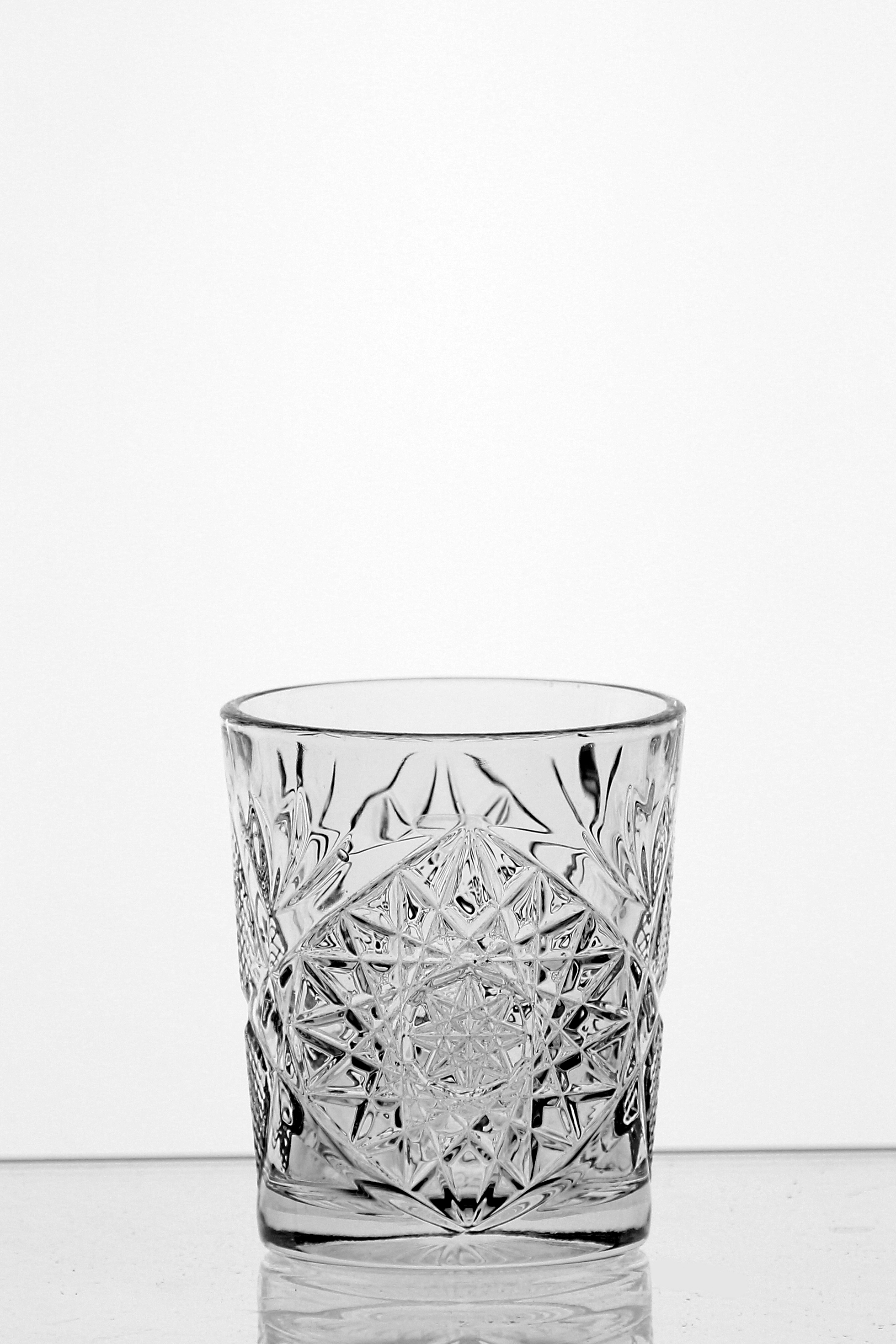
Old-Fashioned-Glas (2010er-Jahre)
Schlichte Form mit geraden Wänden

## Rezeption und Sonstiges
1940 nannte das Magazin The New Yorker den Old Fashioned eine „nationale Institution“. Im gleichen Jahr wurde die Musical Comedy Panama Hattie von Cole Porter uraufgeführt. Ein Song darin heißt Make It Another Old-Fashioned, Please („Mach’ mir bitte noch einen Old Fashioned“). Tatsächlich verlangte Hattie Maloney (Ethel Merman) aber keinen echten Old Fashioned: „Leave out the cherry/Leave out the Orange/Leave out the bitters,“ („Lass die Kirsche weg/Lass die Orange weg/Lass den Bitter weg“) sang sie und ergänzte: „Just make it straight Rye.“ („Nimm’ einfach puren Rye.“) Sie wollte also lediglich ein Glas gesüßten Whiskey.
Als im Jahr 1945 Harry S. Truman als 33. Präsident der Vereinigten Staaten mit seiner Ehefrau Bess in das Weiße Haus einzog, soll diese am ersten Abend einen Old Fashioned bestellt, jedoch für zu süß befunden haben. „She and the President did not care for fruit punch“ („Sie und der Präsident mögen keinen Frucht-Punsch“), hieß es daraufhin angeblich im Weißen Haus. Am nächsten Abend habe der Butler Alonzo Fields mit verletztem Stolz einfach einen doppelten Bourbon auf Eis serviert. Die First Lady probierte und rief: „Now, that’s the way we like our Old-Fashioneds!“ („Ja, so mögen wir unsere Old Fashioneds!“).
In dem 1960 erschienenen Roman Hasenherz (engl. Rabbit, Run) von John Updike spielen Old Fashioneds eine unrühmliche Rolle: Sie sind der Lieblingsdrink der Alkoholikerin Janice, der Frau des Protagonisten Harry „Rabbit“ Angstrom, die später im Rausch ihr eigenes Baby ertränkt. Als sie dem Leser vorgestellt wird, hält sie einen Old Fashioned in der Hand. Der Drink stehe dabei sinnbildlich für den Verlust ihrer Jugend, so Eric Felten.
In der Filmkomödie Eine total, total verrückte Welt (engl. It's a Mad, Mad, Mad, Mad World) von 1963 führen Old Fashioneds zu kühner Luftakrobatik: Im Wettrennen um einen vergrabenen Schatz chartern Dingy Bell (Mickey Rooney) und Benjy Benjamin (Buddy Hackett) ein Flugzeug, dessen Pilot (Jim Backus) während des Fluges Old Fashioneds verlangt: „It’s the only way to fly“ („Nur so kann man fliegen“). Nach zwei Drinks, die ihm zu süß waren, will er die nächste Runde selbst zubereiten, überlässt dem ahnungslosen Benjy den Steuerknüppel und verschwindet in die Kabine: „Now I’m gonna make an Old-Fashioned the old-fashioned way, the way dear old Dad used to.“ („Jetzt mach’ ich einen Old Fashioned auf altmodische Art, wie ihn mein lieber alter Vater zu machen pflegte.“) Als der verängstigte Benjy ihm nachruft: „What if something happens?“ („Und wenn was passiert?“) antwortet er nur: „What can happen to an Old Fashioned?“ („Was kann einem Old Fashioned schon passieren?“). Sekunden später befördert eines von Benjys unbedarften Flugmanövern ihn in die Bewusstlosigkeit, und die beiden Schatzsucher müssen die Maschine alleine landen.
Zur Popularität des Cocktails in jüngster Zeit trug die seit 2007 ausgestrahlte Fernsehserie Mad Men bei, die im New York der 1960er-Jahre spielt und deren Hauptdarsteller Donald „Don“ Draper ständig mit einem Glas jenes Drinks zu sehen ist, den eine Journalistin des Guardian als „no-nonsense counterpart to all those tediously long drinks full of fizz, fancy flavours and more fruit juice than your average breakfast bar“ („ernsthaften Gegenspieler all jener öden Longdrinks voller Sprudel, phantasievollen Aromen und mehr Fruchtsaft als in Ihrer durchschnittlichen Frühstücksbar“) bezeichnete. Dem Old Fashioned ohne Früchte haftet bis heute das Image einer „männlichen“ Cocktailbestellung an, während seine „übersüßen, fruchtbeladenen und [mit Soda] aufgespritzten“ Varianten der The New York Times zufolge lange Zeit als Drink galten, „den deine Großmutter getrunken hat.“